# Tick-Tock
Tick-Tock är en låt framförd av ukrainska popsångerskan Marija Jaremtjuk. Bidraget representerade Ukraina i Eurovision Song Contest 2014 i Köpenhamn.